# Singapora victoreena
Singapora victoreena är en insektsart som beskrevs av Fernando Chiang och Knight 1990. Singapora victoreena ingår i släktet Singapora och familjen dvärgstritar.
Artens utbredningsområde är Taiwan. Inga underarter finns listade i Catalogue of Life.